# Edward Peter
Edward Peter, né le 28 mars 1902 à Kensington et mort en septembre 1986, est un nageur britannique.

## Biographie
Aux Jeux olympiques d'été de 1920 à Anvers, Edward Peter remporte la médaille de bronze à l'issue de la finale du relais 4x200m nage libre en compagnie de Harold Annison, Leslie Savage et Henry Taylor.